# Laura Thorn
Laura Thorn (Esch-sur-Alzette, 18 de janeiro de 2000) é uma cantora e multi-instrumentista luxemburguesa. Representou o Luxemburgo no Festival Eurovisão da Canção de 2025 com a canção «La poupée monte le son».

## Biografia
Laura Thorn iniciou a sua carreira musical aos oito anos de idade a estudar nomeadamente teoria musical, piano, violoncelo e dança. Inicialmente orientada para a música clássica, concluiu depois um mestrado em teoria musical, pedagogia musical e canto moderno no Instituto Superior de Música e Pedagogia de Namur, na Bélgica. Após a sua licenciatura, começou a lecionar no Conservatório de Música de Esch-sur-Alzette, no Luxemburgo, em setembro de 2024.
Em 2024, a dupla parisiense de produtores discográficos, constituída por Julien Salvia e Ludovic-Alexandre Vidal, estava à procura um cantor para a sua nova canção e recebeu uma sugestão de Laura para interpretar a sua canção, que mais tarde foi intitulada: «La poupée monte le son». A cantora apresentou a canção ao Luxembourg Song Contest 2025, que funcionou como a final nacional do Luxemburgo para o Festival Eurovisão da Canção de 2025. A 18 de novembro de 2024, Laura foi anunciado como um dos sete finalistas do Festival da Canção do Luxemburgo 2025. A 25 de janeiro de 2025, durante a final do Festival da Canção do Luxemburgo 2025, que se realizou em Rockhal, Laura obteve o maior número de pontos dos júris internacionais e o segundo lugar no televoto, acabando por vencer a competição e recebendo o direito de representar o Luxemburgo no Festival Eurovisão da Canção 2025, em Basileia, na Suíça.

## Discografia

### Singles
- 2024 – La poupée monte le son